# Duomo di Ravello
De Duomo di Ravello in Ravello stamt uit de elfde eeuw. De eenvoudige voorgevel bezit de zuivere kenmerken van de romaanse stijl.
De dom is aan de heilige Pantaleonis toegewijd. In het altaar wordt een relikwie van het bloed van de heilige bewaard. Ieder jaar op de feestdag van de heilige, 27 juli, wordt het bloed weer vloeibaar.
Achter de houten deur in het hoofdportaal is een tweede bronzen deur uit de twaalfde eeuw, gemaakt door Barisano van Trani. Van deze meester zijn in de kathedraal van zijn geboortestad Trani en in de koningskerk van Monreale ook werkstukken te zien.
De bronzen deur is versierd met zevenentwintig taferelen die zich symmetrisch herhalen in de twee panelen. De stijl is zowel grafisch Byzantijns als beeldend romaans.
In het medaillon boven in het midden van de deur zetelt de Christus, omringd door twee engelen. Verder zien we een gebukte profeet Elia, de aartsengel Michaël, en de heilige Joris die vanop zijn paard een draak neersteekt.
Het interieur van de dom was in de achttiende eeuw in barokke stijl verbouwd, maar in de tweede helft van de twintigste eeuw weer in zijn oorspronkelijke staat hersteld. Alleen het koor en de zijkapellen heeft men barok gelaten. Twee rijen van acht Corinthische zuilen verdelen het schip in drie beuken.
In het schip staan twee marmeren ambons. De oudste, gebouwd in 1130 is bestemd om het epistel voor te lezen; de jongste, gebouwd in 1272 dient voor de prediking van het evangelie.
De ambon van het evangelie munt uit door zijn dynamische stijl en schitterende bekleding met mozaïeken. Hij rust op zes zuilen die door zes leeuwen worden gedragen.
Deze ambon draagt het opschrift: 'EGO MAGISTER NICOLAUS DE BARTHOLOMEUS DE FOGIA MARMORARIUS HOC OPUS FECIT'. (Ik meester Nicolaas, zoon van Bartholomeus van Foggia, beeldhouwer, maakte dit werk.)
Van de elfde eeuw tot 1818 was het de kathedraal van het bisdom Ravello. In 1818 werd het bisdom afgeschaft.
- Gemeinsame Normdatei: 4500550-3
- Library of Congress Control Number: n86107415
- Virtual International Authority File: 316731963
- WorldCat: E39PBJwhyY46HwGm3qygRtMkjC